# Гейверфордвест Каунті
ФКА «Гейверфордвест Каунті» (валл. Clwb Pêl-droed Sir Hwlffordd) — валлійський футбольний клуб з міста Гейверфордвест, заснований у 1899 році. Виступає у Першій лізі. Домашні матчі приймає на стадіоні «Брідж Медоу», місткістю 2 000 глядачів.